# Mersuay
Mersuay est une commune française située dans le département de la Haute-Saône, la région culturelle et historique de Franche-Comté et la région administrative Bourgogne-Franche-Comté.

## Géographie

### Localisation
Mersuay est un village construit au bord de la Lanterne, affluent de la Saône, situé à 19 km à vol d'oiseau du nord de Vesoul, 60 km de l'est de Langres, 49 km du sud-ouest d'Épinal et 19 km de l'ouest de Luxeuil-les-Bains.
La commune est proche du parc naturel régional des Ballons des Vosges.

### Communes limitrophes
Les communes limitrophes sont Bourguignon-lès-Conflans, Breurey-lès-Faverney, Conflans-sur-Lanterne, Cubry-lès-Faverney, Équevilley, Faverney et Menoux.

### Géologie et relief
Mersuay forme  un coteau descendant en une pente assez légère en direction de la plaine au nord. Il existe de nombreuses combes dans la partie sud du village, dirigées du nord au sud. L'exposition de la commune est à dominante nord.
Des alluvions plus ou moins vieilles ont été retrouvées dans le cours de la rivière. Des dents de mammouths ont été identifiées. Dans la vallée du ruisseau des Combes, et à l'emplacement du bois de Revreuges, sont situées les alluvions les plus anciennes. Par ailleurs, des pierres calcaires et des argiles du Muschelkalk composent la majeure partie du sol communal.

### Hydrographie

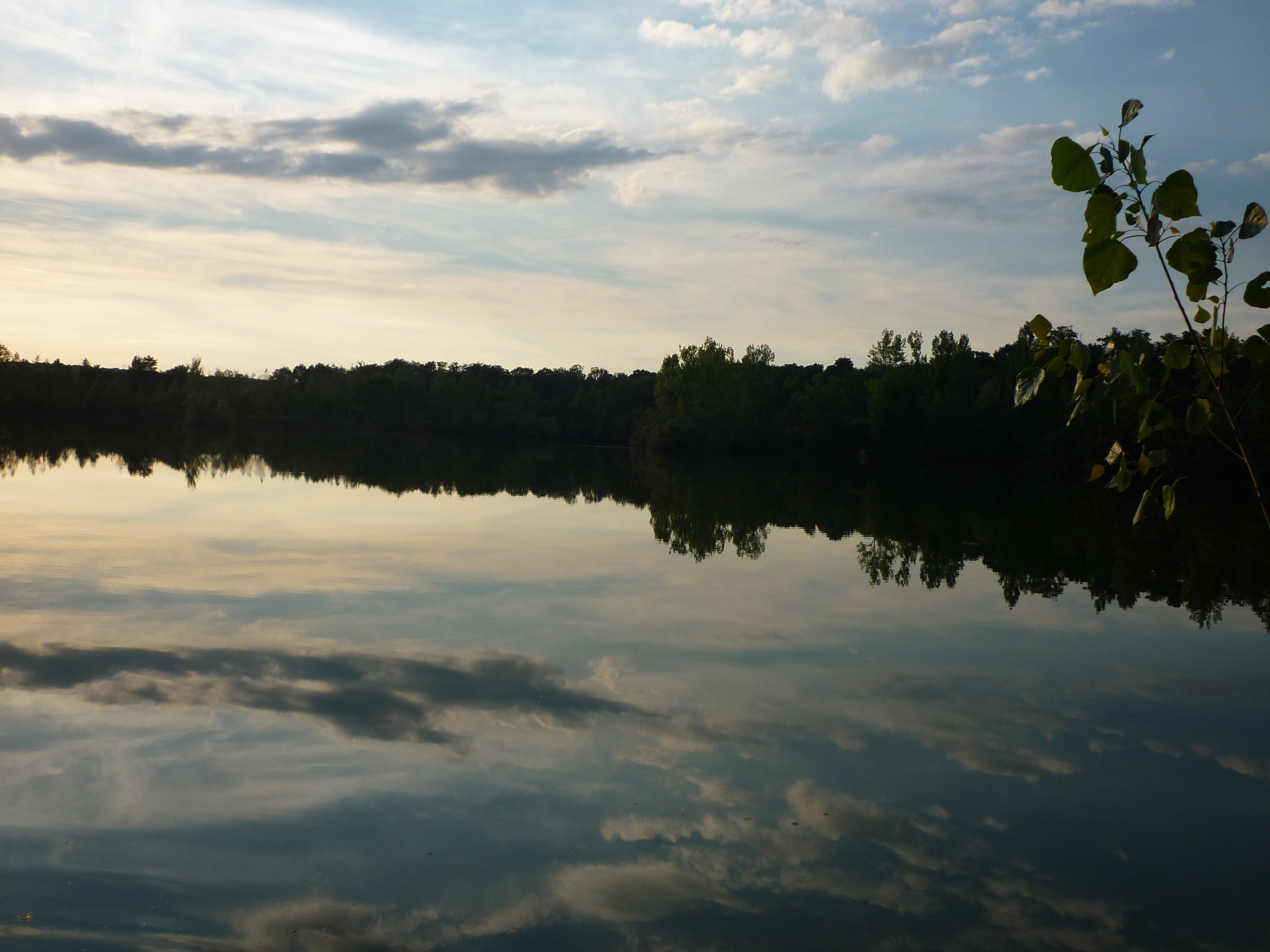
Un des multiples étangs de la commune.

La rivière la Lanterne traverse la commune du nord au nord-ouest et reçoit de nombreux ruisseaux du nord et du sud : ruisseau de la Raie, ruisseau des Combes, ruisseau de Courcelles, canal du Moulin de Faverney. Le ruisseau de Meurecourt, le ruisseau des Canes s'inscrivent également au nombre des cours d'eau qui traversent la commune de Mersuay.

### Climat
Pour des articles plus généraux, voir Climat de la Bourgogne-Franche-Comté et Climat de la Haute-Saône.
En 2010, le climat de la commune est de type climat des marges montargnardes, selon une étude du Centre national de la recherche scientifique s'appuyant sur une série de données couvrant la période 1971-2000. En 2020, Météo-France publie une typologie des climats de la France métropolitaine dans laquelle la commune est exposée à un climat semi-continental et est dans la région climatique Lorraine, plateau de Langres, Morvan, caractérisée par un hiver rude (1,5 °C), des vents modérés et des brouillards fréquents en automne et hiver.
Pour la période 1971-2000, la température annuelle moyenne est de 10,3 °C, avec une amplitude thermique annuelle de 17,3 °C. Le cumul annuel moyen de précipitations est de 978 mm, avec 13,1 jours de précipitations en janvier et 9,7 jours en juillet. Pour la période 1991-2020, la température moyenne annuelle observée sur la station météorologique de Météo-France la plus proche, « Montureux-lès-Baulay », sur la commune de Montureux-lès-Baulay à 12 km à vol d'oiseau, est de 10,9 °C et le cumul annuel moyen de précipitations est de 907,3 mm. 
La température maximale relevée sur cette station est de 40,8 °C, atteinte le 25 juillet 2019 ; la température minimale est de −25 °C, atteinte le 26 février 1986,,.
Les paramètres climatiques de la commune ont été estimés pour le milieu du siècle (2041-2070) selon différents scénarios d'émission de gaz à effet de serre à partir des nouvelles projections climatiques de référence DRIAS-2020. Ils sont consultables sur un site dédié publié par Météo-France en novembre 2022.

### Milieux naturels et biodiversité
Appartenant à la basse vallée de La Lanterne (qui englobe également Breurey-lès-Faverney), la commune fait partie des six réserves naturelles que compte actuellement la Haute-Saône. On peut ainsi y voir différentes sortes d'oiseaux migrateurs (cigognes, courlis...).

## Urbanisme

### Typologie
Au 1er janvier 2024, Mersuay est catégorisée commune rurale à habitat dispersé, selon la nouvelle grille communale de densité à sept niveaux définie par l'Insee en 2022.
Elle est située hors unité urbaine. Par ailleurs la commune fait partie de l'aire d'attraction de Vesoul, dont elle est une commune de la couronne,. Cette aire, qui regroupe 158 communes, est catégorisée dans les aires de 50 000 à moins de 200 000 habitants,.

### Occupation des sols

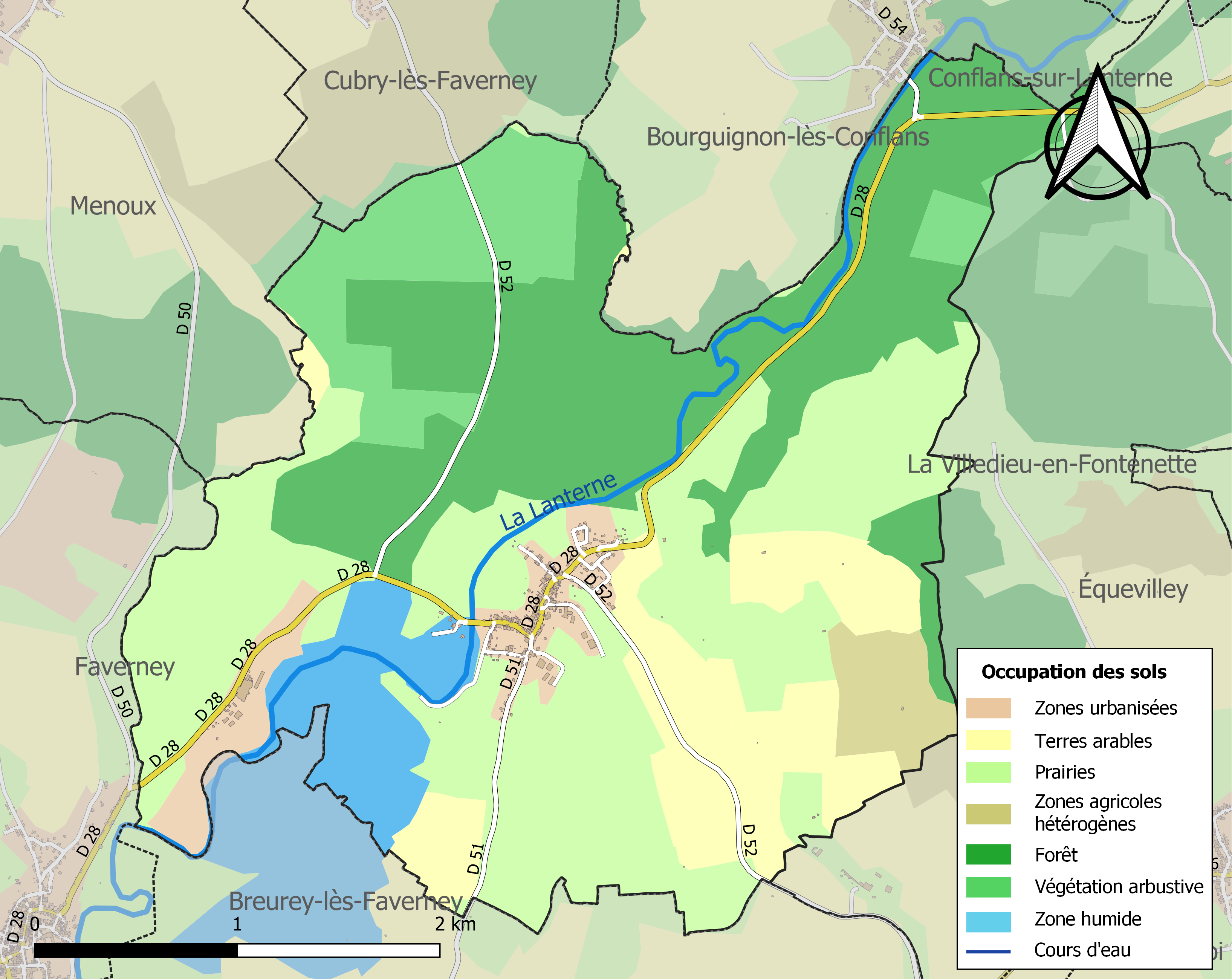
Carte des infrastructures et de l'occupation des sols de la commune en 2018 (CLC).

L'occupation des sols de la commune, telle qu'elle ressort de la base de données européenne d’occupation biophysique des sols Corine Land Cover (CLC), est marquée par l'importance des territoires agricoles (49,3 % en 2018), en diminution par rapport à 1990 (50,7 %). La répartition détaillée en 2018 est la suivante : 
prairies (34,2 %), forêts (29,9 %), milieux à végétation arbustive et/ou herbacée (9,7 %), terres arables (9,3 %), eaux continentales (5,8 %), cultures permanentes (3,1 %), zones urbanisées (2,9 %), zones agricoles hétérogènes (2,6 %), mines, décharges et chantiers (2,3 %). L'évolution de l’occupation des sols de la commune et de ses infrastructures peut être observée sur les différentes représentations cartographiques du territoire : la carte de Cassini (XVIIIe siècle), la carte d'état-major (1820-1866) et les cartes ou photos aériennes de l'IGN pour la période actuelle (1950 à aujourd'hui).

### Habitat et logement
En 2015 et 2020, le nombre total de logements dans la commune était de 165, alors qu'il était de 145 en 2010.
Parmi ces logements, 78,2 % étaient des résidences principales, 10,3 % des résidences secondaires et 11,5 % des logements vacants. Ces logements étaient pour 93,3 % d'entre eux des maisons individuelles et pour 6,7 % des appartements.
Le tableau ci-dessous présente la typologie des logements à Mersuay en 2020 en comparaison avec celle de la Haute-Saône et de la France entière. Une caractéristique marquante du parc de logements est ainsi une proportion de résidences secondaires et logements occasionnels (10,3 %) supérieure à celle du département (6,2 %) et à celle de la France entière (9,7 %). Concernant le statut d'occupation de ces logements, 86 % des habitants de la commune sont propriétaires de leur logement (86,7 % en 2015), contre 68,8 % pour la Haute-Saône et 57,5 pour la France entière.
| Typologie                                               | Mersuay | Haute-Saône | France entière |
| ------------------------------------------------------- | ------- | ----------- | -------------- |
| Résidences principales (en %)                           | 78,2    | 83          | 82,1           |
| Résidences secondaires et logements occasionnels (en %) | 10,3    | 6,2         | 9,7            |
| Logements vacants (en %)                                | 11,5    | 10,7        | 8,2            |

## Toponymie
Ancienne dénomination de la commune : Mersnai. L'actuelle appellation de la commune vient d'un nom d'origine latine Martius/Marcus avec pour suffixe -scum[réf. nécessaire].

## Histoire

### Moyen Âge
On fait remonter la fondation de Mersuay à l'an 800. Selon la même tradition, ce lieu aurait commencé à se structurer durablement, au cours des siècles, autour d'un moulin placé à peu près au centre du village actuel (ce moulin, source d'inondations régulières, a été acheté et détruit par la commune en 1891).
Mersuay est alors une dépendance de la Mairie' de Vesoul, appartenant au comte de Bourgogne, tel qu'on peut le constater dans une enquête faite en 1242 sur les droits et l'étendue de cette Mairie. Mersuay est donné en gage par le comte palatin Othon III à Aymon d'Annegray, dont les enfants se désistent en 1256 de leurs prétentions sur le village et tiennent quitte le comte Hugues et la comtesse Alix de tous dommages et intérêts à ce sujet.
Jean de Bourgogne[Lequel ?] recueille Mersuay dans l'héritage de ses parents. Puis en 1479, le village appartient avec toutes ses dépendances à Jean de Neufchâtel, seigneur de Montaigu, qui les donne cette même année à l'abbaye Notre-Dame de Faverney avec tout ce qu'il y avait en dîmes et tailles pour la création d'une messe quotidienne (qui se voulait perpétuelle) dans l'église abbatiale.
Il est probable que la famille arborant le nom de Mersuay y posséde un fief relevant de la famille Montaigu. Henri de Mersuay y vit en 1407; Marguerite de l'Isle, veuve de Huguenin de Mersuay, y vit en 1453; Jeanne de Mont-Simon, veuve de Guillaume de Mersuay, y a également vécu en 1501.

### Temps modernes
La seigneurie appartient par la suite en 1730 à Antoine Maignien et en 1789 à Claude-Pierre Maignien. Marie Gabrielle Maignien, sa fille, épouse Antoine de Coucy. De cette union est née Eugénie de Coucy, future épouse du maréchal Oudinot.
Avant la Révolution française, la localité relève du  bailliage de Vesoul et le décanat de Luxeuil.

### Révolution française et Empire
En 1792, à la suite  de la proclamation de « la patrie en danger » par l'Assemblée législative lors de la guerre franco-Autrichienne, 28 habitants partent défendre le territoire national. Vingt-et-un meurent à la suite de cet engagement.
Cette période voit se succéder de multiples réquisitions de tous produits pour la récente armée républicaine (en 1793, les châteaux, les bois et les chevaux sont  ce qui était le plus recherché ). Des réquisitions de vaches et de veaux — une vache étant à l'époque estimée à 67 francs — de foin, d'avoine, de blé, d'eau de vie, de vin, de vinaigre ont lieu à la fin du Premier Empire pour être conduit à Vesoul ou à Belfort afin de soutenir l'effort de guerre. En juillet 1815, les troupes autrichiennes sont à Vesoul.

### Époque contemporaine
La commune, dans la seconde partie du XIXe siècle, cherche activité et travail pour les moins fortunés, qu'on  qualifie d'indigents. En 1846, du pain leur est distribué chaque semaine. La commune vote pour cela l'année suivante une dotation de 2 000 francs. Une commission spécialement constituée pour pallier ce problème achète du grain et leur distribue.
En 1854, la commune connait un épisode de choléra.
En 1860, la ligne d'Aillevillers à Port-d'Atelier-Amance, mise en service par la Compagnie des chemins de fer de l'Est et utilisée notamment par certaines relations de Nancy à Dijon et au-delà, dessert la gare de Mersuay. La ligne perd son trafic omnibus avant 1960 et est déclassée en 1998. Le bâtiment de la gare, voué à la démolition, a été racheté par la commune est restaurée en 2022 et sert aux besoins communaux et de l'association Fête et loisirs locale.
En 1866 le corps des sapeurs pompiers du village est créé.

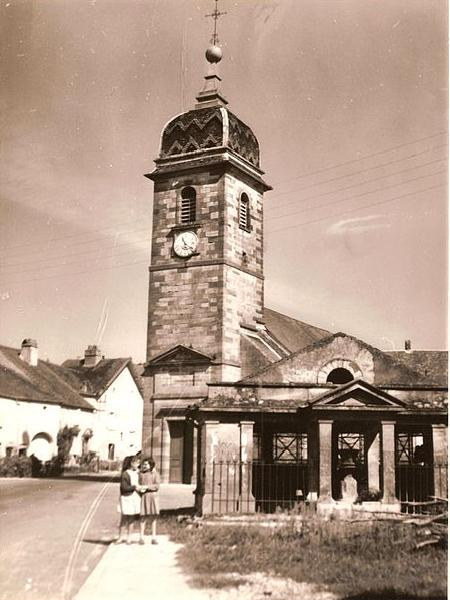
Église de Mersuay - années 1950.

La guerre franco-allemande de 1870 pousse le village à mettre en place un emprunt pour soutenir l'effort de guerre. 55 habitants sont réquisitionnés pour les combats. La même année, le département est occupé par l'armée prussienne.
Un incendie de grande importance met à la rue 07 familles du village en 1873, ce qui oblige la commune à prendre en charge les dépenses de ces personnes tombées dans le plus total dénuement.
Les deux guerres mondiales ont touché le village. En 1914-1918, 21 natifs du village meurent des suites du conflit. En 1939-1945, deux civils sont morts à la Libération.
En juillet 2009 débutent les travaux de restauration de La Maison de Mersuay, grande bâtisse seigneuriale (1650-1719) qui est reconvertie en galerie d'art « La Prédelle » par Benoît Delescluse et son épouse Madeleine, peintre et galeriste, installés jusqu'à cette date à Besançon.Cette bâtisse, après d'importants travaux de réhabilitation, est désormais utilisée par de nouveaux propriétaires comme Gîte/Maison d'hôtes, accessible à l'année (""La Demeure d'Eugénie"").
Le mercredi 26 juin 2024, la place de l’Église, ainsi que plusieurs maisons, se retrouvent en partie sous les eaux. De fortes intempéries ont fait déborder le ruisseau au centre du village. Des torrents de boue provenant des champs alentours ont envahi la commune en quelques minutes. Certaines maisons ont ainsi été inondées. L'état de catastrophe naturelle n'est pas reconnu. Les aléas climatiques de la première partie de 2024 ont complètement engorgé les prairies alentours, plusieurs dizaines d'hectares de terres agricoles sont inondées. Aucun blessé n'est à déplorer mais, pour certains habitants, les dégâts matériels sont importants. Des estimations quant à la teneur des dégâts au sein de l’Église (impact sur le système de chauffage notamment) sont en cours. De mémoire vivante, de telles précipitations, avec de telles conséquences, n'avaient jamais été constatées.

## Politique et administration

### Rattachements administratifs et électoraux

#### Rattachements administratifs
La commune se trouve  dans l'arrondissement de Vesoul du département de la Haute-Saône.
Elle faisait partie depuis du canton de Port-sur-Saône. Dans le cadre du redécoupage cantonal de 2014 en France, cette circonscription administrative territoriale a disparu, et le canton n'est plus qu'une circonscription électorale.

#### Rattachements électoraux
Pour les élections départementales, la commune fait partie depuis 2014 d'un nouveau canton de Port-sur-Saône porté de 17 à 46 communes.
Pour l'élection des députés, elle fait partie de la première circonscription de la Haute-Saône.

### Intercommunalité
La commune était membre de la communauté de communes de la Saône jolie, un établissement public de coopération intercommunale (EPCI) à fiscalité propre créé en 1992 et auquel la commune avait transféré un certain nombre de ses compétences, dans les conditions déterminées par le code général des collectivités territoriales.
L'article 35 de la loi n° 2010-1563 du 16 décembre 2010 « de réforme des collectivités territoriales » prévoyant d'achever et de rationaliser le dispositif intercommunal en France, et notamment d'intégrer la quasi-totalité des communes françaises dans des EPCI à fiscalité propre, dont la population soit normalement supérieure à 5 000 habitants, les communautés de communes : 
- Agir ensemble ;  
- de la Saône jolie ; 
- des six villages ; 
et les communes isolées de Bourguignon-lès-Conflans, Breurey-lès-Faverney et Vilory ont été regroupées pour former le 1er janvier 2014 la communauté de communes Terres de Saône, dont la commune est désormais membre.

### Liste des maires
| Période                                  | Période      | Identité             | Étiquette | Qualité                                                            |
| ---------------------------------------- | ------------ | -------------------- | --------- | ------------------------------------------------------------------ |
| Les données manquantes sont à compléter. |              |                      |           |                                                                    |
|                                          |              |                      |           |                                                                    |
|                                          | 1954         | Henri Nargues        |           |                                                                    |
| 1954                                     | 1965         | Georges Poutot       |           | Agriculteur                                                        |
| 1965                                     | 1983         | Marcel Peltier       |           | Ancien militaire de carrière                                       |
| 1983                                     | 1989         | Georges Grandhay     |           | Cadre hôpital de Saint-Rémy (70)                                   |
| 1989                                     | 1995         | Michel Charriot      |           | Agriculteur                                                        |
| juin 1995                                | mars 2008    | Raymond Schoumer     |           | Chef d'entreprise                                                  |
| mars 2008                                | 2014         | Jean-Claude Galloyer |           | Ancien militaire                                                   |
| avril 2014                               | octobre 2023 | Roland Petitfils     |           | Directeur d’Habitat 70 sur le secteur d’Héricourt Mort en fonction |
| 2024                                     |              | Christian Chervet    |           | Retraité                                                           |

### Distinctions et labels
Le village a reçu[Quand ?] le label Villes et Villages Fleuris avec 3 fleurs[réf. nécessaire].

## Équipements et services publics

### Enseignement
La commune est située dans l'académie de Besançon. Elle dépend de la zone A.
En 2010, parmi la population de 15 à 64 ans, Mersuay comptabilisait 9,0 % d'étudiants[réf. nécessaire].
Mersuay dispose jusqu'à juin 2018 d'une école primaire relevant de l'inspection académique de Haute-Saône. La commune fait alors partie, avec 4 villages (Faverney, Breurey-lès-Faverney, Provenchère, Equevilley) d'un regroupement pédagogique intercommunal (RPI) basé sur la mutualisation des services. Le pôle informatique du RPI se situe alors à Mersuay.
De 2006 à 2018, une des deux classes, précédemment fermée, a été rénovée et abritait ce centre de nouvelles technologies. Équipé de l'ADSL, le lieu accueille des élèves de la maternelle au CM2. Initialement, le but était de conduire les enfants à l'obtention d'un brevet informatique (le B2I) avant l'entrée au collège.
Depuis le 1er janvier 2015, c'est la communauté de communes Terres de Saône (CCTS) qui exerce les compétences scolaires, périscolaires et accueil petite enfance sur l'ensemble de son territoire. Dans le cadre de la politique de restructuration de ses écoles, la CCTS a décidé la fermeture du RPI et la construction d'un pôle éducatif (regroupement pédagogique concentré) à Faverney regroupant les élèves de l'ancien RPI avec également ceux des communes de Menoux et de Bourguignon-les-Conflans. La première rentrée des classes dans ce pôle éducatif à lieu en septembre 2020.

### Équipements
La commune s'est équipée, durant ces dix dernières années, de nombreux jeux pour enfants au niveau de l'ancien stade municipal. Cette aire, répondant désormais aux normes obligatoires imposées par la DGCCRF, est adjacente à une structure qui sert au ramassage scolaire des jeunes enfants.
Durant la crise énergétique de 2022-2023, la municipalité a fait le choix de préserver l'éclairage public nocturne, contrairement à de nombreuses autres communes métropolitaines. Ce positionnement a été favorisé grâce au remplacement intégral, durant les dix dernières années, des ampoules à incandescence présentes sur les réverbères par des dispositifs DEL à basse consommation.
Internet, accessible depuis de nombreuses années au sein de l'agglomération, connaît une phase de distribution et d'amélioration décisive durant les années 2020-2024 grâce à la systématisation de la fibre.
La commune s'est dotée, depuis au moins une décennie (années 2010), d'un système de roselière afin de traiter ses eaux usées. Les végétaux de la roselière forment d'épais réseaux de rhizomes qui contribuent au comblement progressif du milieu. Notamment dans les milieux eutrophes ou pollués, qui accélèrent le développement végétatif. La quasi totalité des habitations est désormais reliée au réseau d'assainissement.

## Population et société

### Évolution démographique
L'évolution du nombre d'habitants est connue à travers les recensements de la population effectués dans la commune depuis 1793. Pour les communes de moins de 10 000 habitants, une enquête de recensement portant sur toute la population est réalisée tous les cinq ans, les populations de référence des années intermédiaires étant quant à elles estimées par interpolation ou extrapolation. Pour la commune, le premier recensement exhaustif entrant dans le cadre du nouveau dispositif a été réalisé en 2004.

En 2022, la commune comptait 279 habitants, en évolution de −4,12 % par rapport à 2016 (Haute-Saône : −1,4 %, France hors Mayotte : +2,11 %).
| 1793 | 1800 | 1806 | 1821 | 1831 | 1836 | 1841 | 1846 | 1851 |
| ---- | ---- | ---- | ---- | ---- | ---- | ---- | ---- | ---- |
| 486  | 518  | 524  | 528  | 604  | 607  | 606  | 607  | 634  |

| 1856 | 1861 | 1866 | 1872 | 1876 | 1881 | 1886 | 1891 | 1896 |
| ---- | ---- | ---- | ---- | ---- | ---- | ---- | ---- | ---- |
| 585  | 572  | 544  | 539  | 544  | 502  | 506  | 461  | 455  |

| 1901 | 1906 | 1911 | 1921 | 1926 | 1931 | 1936 | 1946 | 1954 |
| ---- | ---- | ---- | ---- | ---- | ---- | ---- | ---- | ---- |
| 406  | 396  | 380  | 350  | 304  | 300  | 264  | 290  | 250  |

| 1962 | 1968 | 1975 | 1982 | 1990 | 1999 | 2004 | 2006 | 2009 |
| ---- | ---- | ---- | ---- | ---- | ---- | ---- | ---- | ---- |
| 269  | 233  | 279  | 235  | 242  | 230  | 255  | 254  | 270  |

| 2014 | 2019 | 2022 | - | - | - | - | - | - |
| ---- | ---- | ---- | - | - | - | - | - | - |
| 298  | 285  | 279  | - | - | - | - | - | - |

## Économie
En 2020, Les 161 foyers fiscaux de Mersuay déclarent en moyenne des revenus mensuels de 2 865 € par mois et par foyer, soit 34 380 € par an et par foyer. Ce revenu mensuel moyen a augmenté de 686 € par mois (soit 8232 € par an) entre 2019 et 2020 dépassant ainsi la moyenne nationale

## Culture et patrimoine

### Lieux et monuments

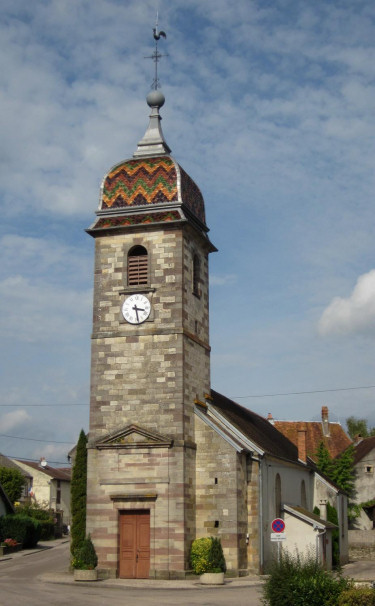
Église et clocher de Mersuay en 2013.

"Le
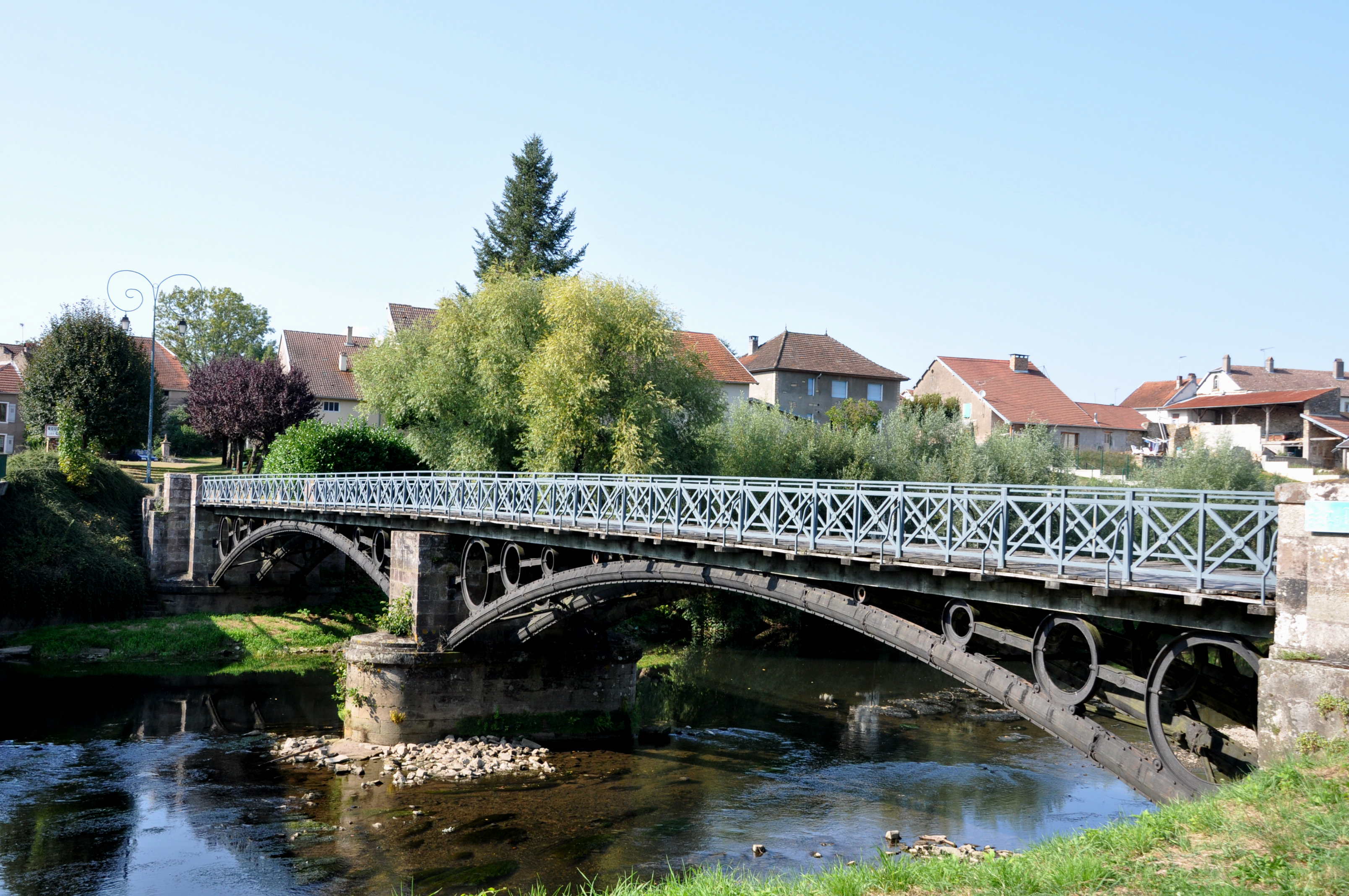
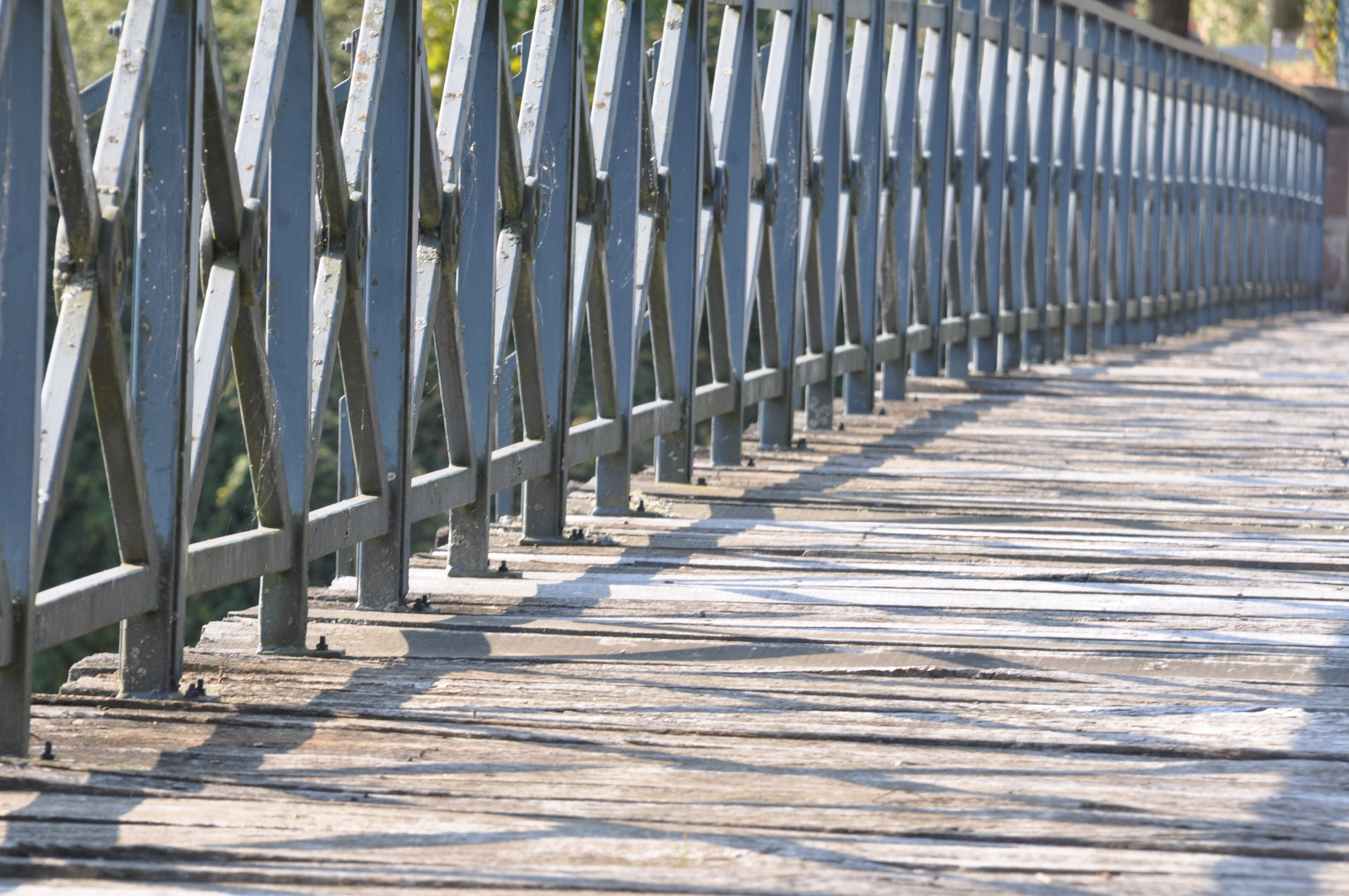
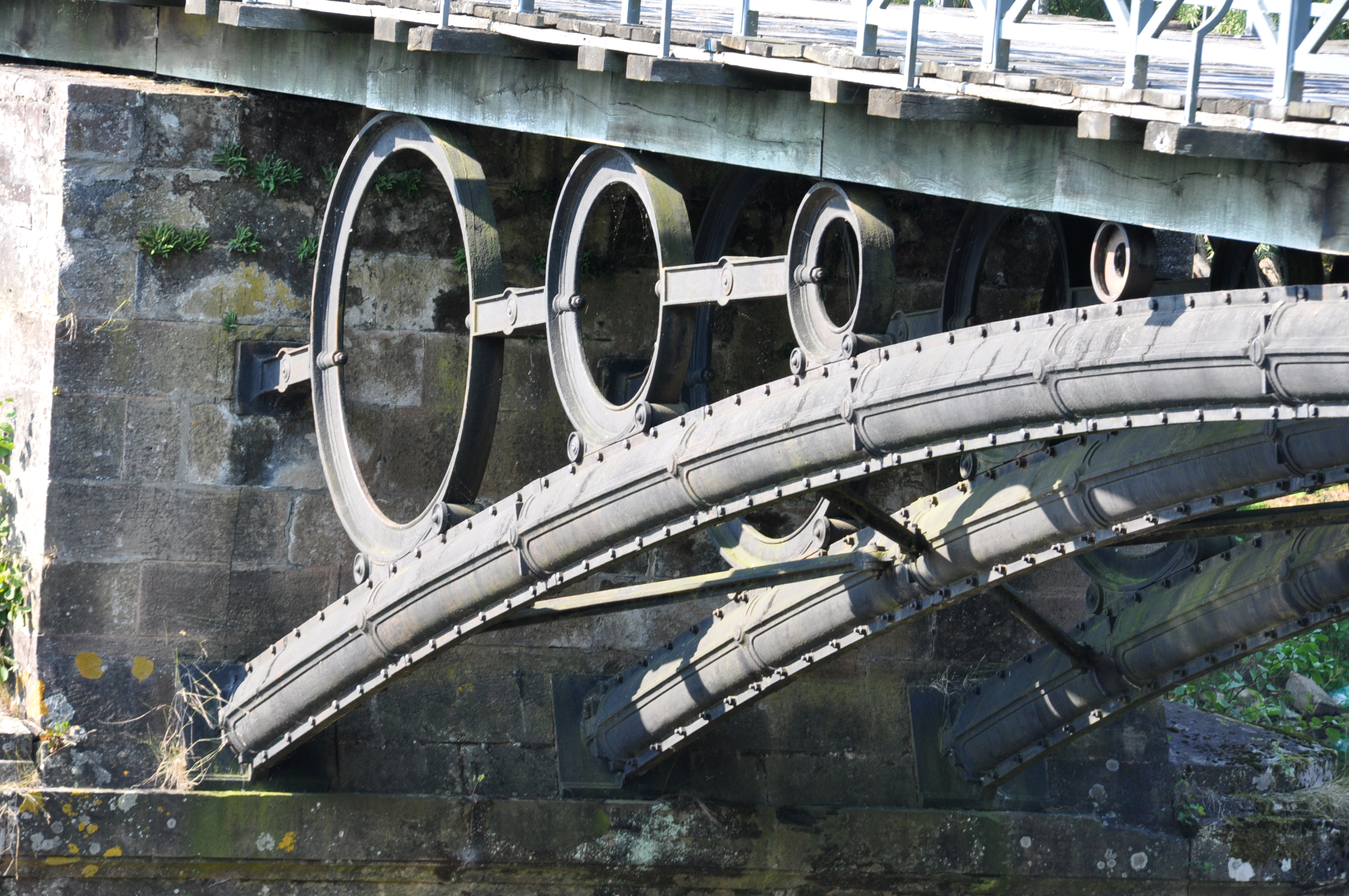

- L’église XVIIIe / XIXe siècle : 
Paroisse du doyenné de Faverney, succursale par décret du 30 septembre 1807. L'église est sous le titre de saint Nicolas.
Il s'agit d'un édifice de petites dimensions dont le clocher est à toit bulbeux, caractéristique des édifices comtois. En août 1989 de gros travaux de rénovation de ce clocher ont été entrepris. Ce dernier penchait et son faîte commençait à s'ouvrir, ce qui rendait le tout dangereux. Le coût de cette opération s'est élevé à 270 000 francs de l'époque. Un coq en cuivre surplombe désormais l'ensemble, il remplace l'ancien coq en zinc. L'horloge est basée depuis cette date sur un mouvement à quartz. Cette rénovation majeure a pris fin en octobre 1989.
La façade date du milieu du XIXe siècle. En son centre figure un portail à linteau plat à corniche, surmonté d'un bas-relief vide sous fronton triangulaire. Le porche est voûté. Le clocher comprend deux cloches. Le bénitier octogonal, en pierre, date du XVIe siècle[31]. La nef unique est constituée de deux travées plafonnées. On trouve également dans l'enceinte de l'église une chaire galbée portant deux larges bas-reliefs sculptés dans le bois et représentant deux par deux les évangélistes : saint Marc et saint Luc, puis saint Jean et saint Mathieu. Sur l'avant, le bas-relief étroit représente saint Nicolas. Au dosseret, on retrouve un médaillon sculpté à l'effigie du Christ. L'abat-voix, à guirlande, est surmonté d'un ange XVIIIe siècle. En face de cette chaire figure un retable des fonts baptismaux avec une toile représentant le baptême du Christ. Le transept abrite deux autels latéraux du XVIIIe siècle. À droite, l'autel est sculpté de rinceaux et de feuillages qui entourent les lettres MRA. Le retable correspondant possède deux colonnes cannelées corinthiennes. Sur l'autel figuraient anciennement des statuettes en bois sculpté de saint Nicolas. À gauche du transept, l'autel est sculpté et représente l'Arche d'Alliance. Le retable possède une toile qui figure l'Immaculée Conception d'après Murillo. Le symbole de la Vierge à l'enfant est également très présent. Le sanctuaire est à une travée, une table principale est entourée de deux portes aux monogrammes I.H.S.
Enfin, le maître-autel soutient un retable à deux colonnes cannelées corinthiennes. Une toile représente saint Nicolas et les trois enfants sauvés. Le miracle d'un navire en naufrage est dessiné au sommet et, comme dans toutes les églises, un médaillon représente un Père Éternel. En 1845, l'église se révélant trop petite, une tribune surélevée est construite au-dessus de la travée centrale.
- Les derniers travaux concernant le monument ont été conduits durant les années 2022 et 2023. Ces derniers consistaient à remplacer  intégralement un pan entier de la toiture, qui n'avait pas été rénovée depuis plusieurs décennies. Le clocher n'a cependant pas été modifié. À cette occasion, le système électrique du bâtiment a été totalement refait.

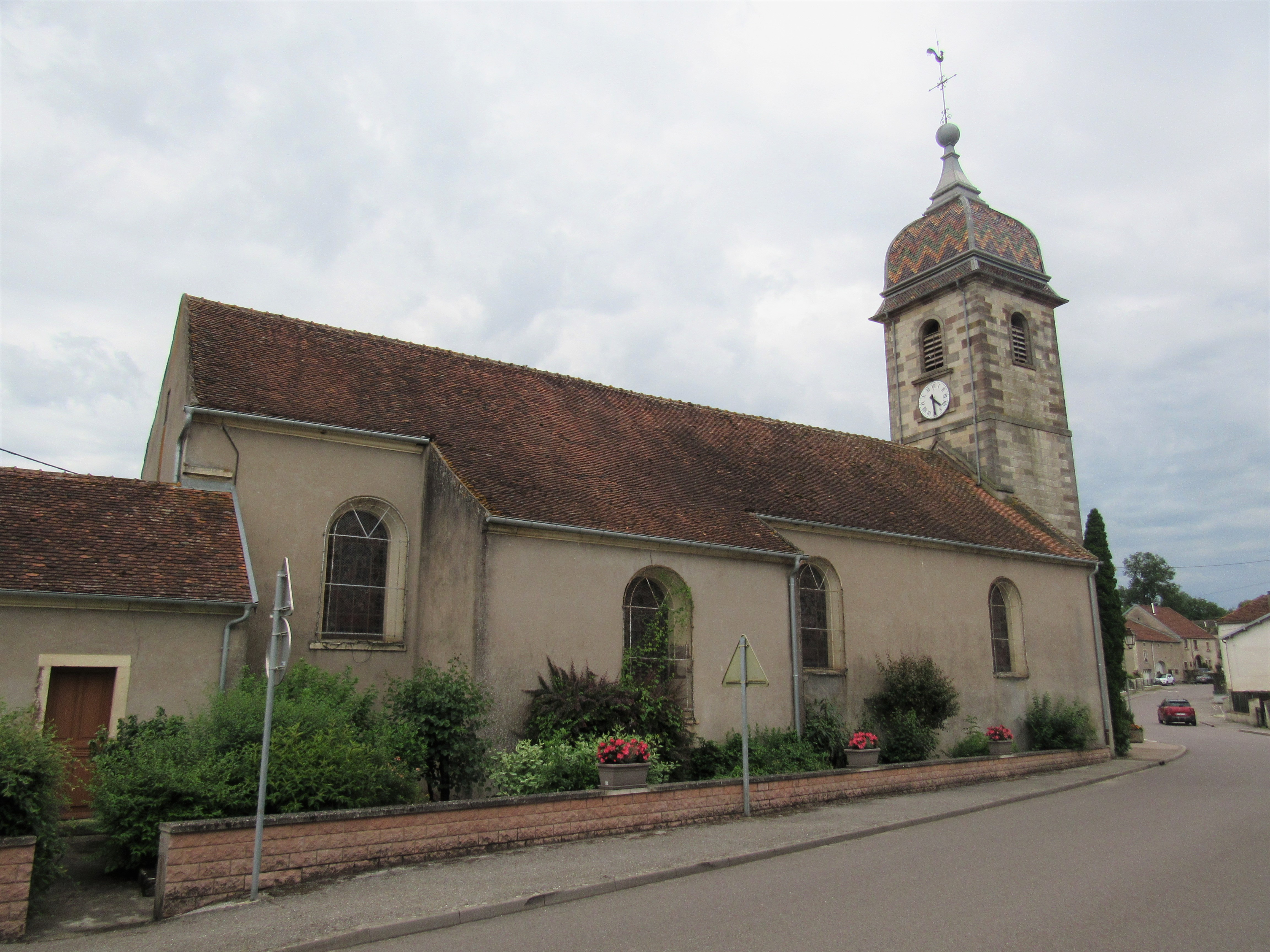
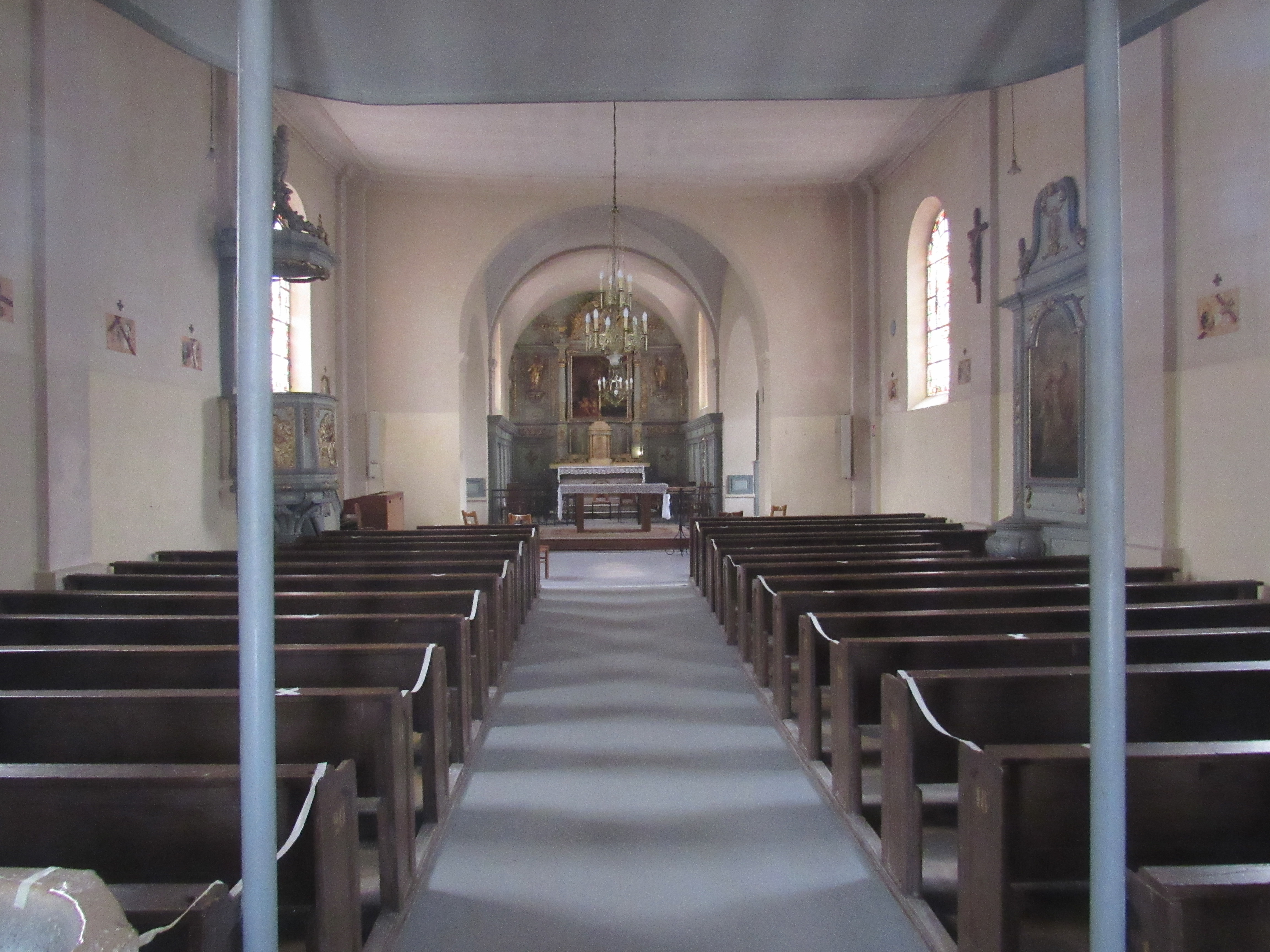
La nef.

- La mairie-école : en 1834 sont achetées les maisons Bozamet et Tisserand, familles de cultivateurs, en vue de construire une mairie et une école. Le devis des travaux pour la partie école s'éleva à 16 000 francs. Ces deux lieux sont complètement habilités et commencent à être utilisés en 1845. Depuis la loi du 11 février 2005 pour l’égalité des droits et des chances, la participation et la citoyenneté des personnes handicapées, les établissements recevant du public (ERP) doivent être accessibles à tous les types de handicap. Le bâtiment a donc été pourvu d'une passerelle bétonnée, sur l'intégralité de la façade avant. Ceci en facilite désormais l'entrée à tous les types de publics.

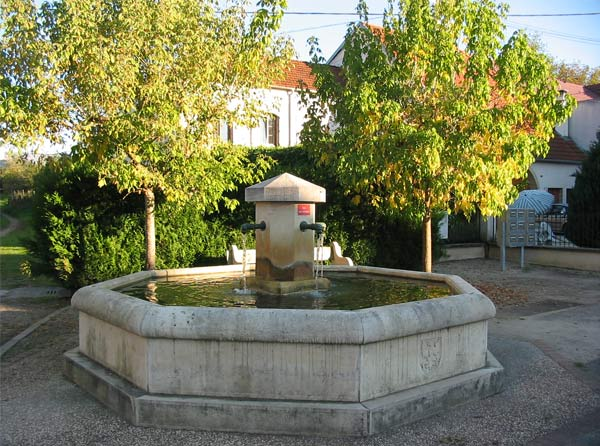
Fontaine au centre du village.

- Fontaines et lavoirs : 
Deux fontaines rondes, en eau, demeurent à proximité de la chaussée centrale qui traverse la commune. Une ancienne fontaine, trônant à côté de l'église, a été démontée et vendue en 1956 pour 220 francs de l'époque. La motivation première du conseil municipal alors en place était le côté obsolète d'un tel édifice - fontaine/lavoir - à la suite de l'adduction d'eau pour tout le village.Pont sur la Lanterne, entrée du village.

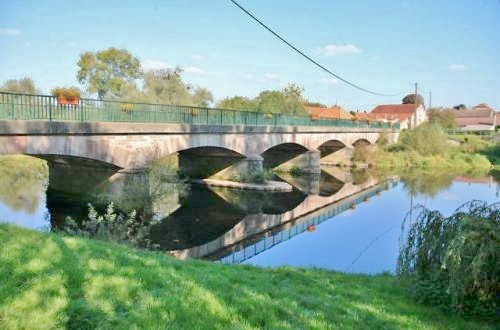
Pont sur la Lanterne, entrée du village.

- Pont en pierres : la Lanterne coule dans la plaine en bordure de la commune et un pont de 6 arches la traverse, à proximité d'une ancienne sablière. D'après les archives municipales, ce pont était, à l'origine (la version primaire) intégralement en bois. Sa première utilisation remonte à 1838. Il fut remplacé par la réception, la création d'un nouveau pont en 1841. Ce dernier fut remboursé, jusqu'en 1851, à la hauteur de 48 000 francs. 
En 1860, le pont connaît sa plus importante transformation avec une restructuration intégrale, à base exclusivement de pierres. Le coût de l'ouvrage compromettra quelque temps les finances communales. À l'heure actuelle, il demeure toujours à l'entrée du village de Mersuay, en direction de la commune de Faverney. Les derniers travaux d'aménagements, engagés sous la structure, datent des années 2010. Ceux ci visaient à maîtriser le niveau de la Lanterne, qui avait auparavant tendance à sortir régulièrement de son lit lors d'épisodes de fortes précipitations.
- Pont à la Polonceau ou Pont de Bourguignon-les-Conflans, situé entre les communes de Bourguignon-lès-Conflans et de Mersuay, parallèlement à celui de la RD 54[32],[33] : 
Il est, avec le pont Saint-Thomas de Strasbourg, un des deux derniers ponts conçus suivant les principes de Polonceau en France.

- Le Pont à la Polonceau

- Croix Nageot : 
Cette croix, présente à l'entrée de la commune (route départementale en provenance de la butte du Chaumont) depuis un temps immémorial est rénovée en 1873. Après un devis de 1275 francs, un sculpteur de Jussey est mandaté afin de lui redonner tout son éclat. Cette même année, une grille de protection est déposée autour de la sculpture. Cette dernière est toujours visible de nos jours.

### Personnalités liées à la commune
- Pierre Vidal organiste, compositeur et musicographe, mort à Mersuay le 5 février 2010.

### Héraldique
| Blason de Mersuay | Blason  | De gueules à l'aigle d'argent |
| Blason de Mersuay | Détails | Ces armes sont les anciennes armes du comté de Bourgogne, conservées par les Montaigu qui possédaient un château à Mersuay. Ce fief de la famille Montaigu remontait à l'an 1407. Othon IV a abandonné l'aigle pour le lion, mais la branche cadette des Montaigu est restée fidèle à l'aigle. Le village a repris les armes de ses anciens seigneurs au XXe siècle (années 1980-1990) |

## Pour approfondir